# Новый музей (Санкт-Петербург)
Новый музей — музей современного искусства на 6-й линии Васильевского острова в Санкт-Петербурге, собрание живописи которого охватывает период с 1950-х годов до наших дней.

## История
Открылся 4 июня 2010 года. В основу экспозиции положена частная коллекция произведений неофициального искусства советского периода и русского современного, собранная меценатом Асланом Чехоевым. Чехоев формировал свою коллекцию последние десять лет, отбирая лучшие работы в мастерских художников, галереях, приобретая на крупнейших лондонских аукционах — «Сотбис», «Кристис», Макдугл. Помощь в формировании коллекции Чехоева оказывал московский галерист Сергей Попов.
Экспозиция разместилась на двух этажах доходного дома конца XIX века.
Собрание музея прослеживает путь российского современного искусства второй половины XX века. В экспозиции «Нового музея» представлены произведения легендарных художников «Другого искусства», классиков нонконформизма: Оскара Рабина, Льва Кропивницкого, Лидии Мастерковой, Владимира Немухина, Михаила Шварцмана, Дмитрия Краснопевцева, Владимира Вейсберга, Виктора Пивоварова, участников «Газаневского движения», группы «Новые художники» и других. Также представлены различные группы, течения и стили искусства второй половины XX — начала XXI вв.

## Выставки
Новый музей — место проведения выставок современных известных художников. За время существования в Музее прошли выставки AES+F, Григория Майофиса, Евгения Михнова-Войтенко, а также «Выбор народа» и «Новая скульптура» — совместный проект Москвы и Петербурга.

## Лекции
Музей действует как лекторий. В нем выступали О. и А. Флоренские, А. Ерофеев, О. Туркина, П. Белый и многие другие художники, искусствоведы, арт-критики.

## Коллекция
«Новый Музей» представляет коллекцию произведений «звезд» современной арт-сцены. Это совладелец и куратор первой частной галереи Москвы Айдан Салахова, лидер московского акционизма 90-х Анатолий Осмоловский, основатель «психоделического реализма» Павел Пепперштейн, возрождающие жанр монументального тематического полотна Владимир Дубоссарский и Александр Виноградов, одна из наиболее коммерчески успешных российских арт-групп «АЕС+Ф», радикальный последователь соц-арта Алексей Беляев-Гинтовт, критический реалист Дмитрий Гутов, классический постмодернист Валерий Кошляков, Мамышев-Монро и метафизик Константин Батынков.
Экспозиция русского искусства второй половины XX века в «Новом Музее» сделана с оглядкой на масштабную работу, проделанную Отделами новейших течений Третьяковской галереи и Русского музея, а также Московским музеем современного искусства. Музей планирует регулярные временные экспозиции, как отечественных, так и зарубежных художников.
| Батынков Константин Беленок Петр Белкин Анатолий Беляев-Гинтовт Алексей Гутов Дмитрий Борисов Леонид Брускин Григорий Бугаев Сергей Васильев Олег Вейсберг Владимир Гороховский Евгений Гороховский Эдуард Гросицкий Андрей Гурьянов Георгий Гутов Дмитрий Дубоссарский Владимир Виноградов Александр Дышленко Юрий | Жарких Юрий Желудь Аня Звездочетов Константин Зверев Анатолий Инфанте-Арана Франсиско Комар Виталий Мамедов Рауф Меламид Александр Косолапов Александр Кошелохов Борис Кошляков Валерий Кропивницкий Лев Кулаков, Михаил Алексеевич Левикова Белла Кулик Олег Майофис Григорий Макаревич Игорь Мамышев-Монро Владислав | Мастеркова Лидия Михнов-Войтенко Евгений Немухин Владимир Нестерова Наталья Новиков Тимур Нусберг Лев Овчинников Владимир Овчинников Николай Осмоловский Анатолий Пепперштейн Павел Пивоваров Виктор Плавинский Дмитрий Пригов Дмитрий Пузенков Георгий Пурыгин Леонид Пушницкий Виталий Рабин Оскар Рагимов Керим | Рогинский Михаил Ротарь Леонид Рухин Евгений Салахова Айдан Ситников Василий Слепышев Анатолий Соков Леонид Турецкий Борис Устюгов Геннадий Феоктистов Владимир Харитонов Александр Целков Олег Черногривов Александр Шабельников Юрий Шаламберидзе Роланд Шварцман Михаил Штейнберг Эдуард Яковлев Владимир Янкилевский Владимир |

## Юридический статус
По словам владельца Аслана Чехоева, «Новый музей» с юридической точки зрения музеем не является, регистрация в Государственном музейном фонде не входит в планы. Но по сути «Новый музей» является музеем, а не галереей, поскольку в нём не занимаются бизнесом, коллекция постоянная, экспонаты не продаются.